# Vol Formosa Airlines 7623
Le 18 mars 1998, le Saab 340 effectuant le vol Formosa Airlines 7623, un vol intérieur régulier reliant Hsinchu à Kaohsiung, à Taïwan, s'écrase dans l'océan peu après son décollage, ne laissant aucun survivant parmi les 13 passagers et membres d'équipage à bord.
L'enquête a déterminé que la défaillance d'un système électrique crucial, combinée à un vol effectué dans l'obscurité totale et un plafond nuageux à basse altitude, a entraîné la perte de contrôle de l'avion.

## Contexte

### Avion
L'appareil impliqué était un Saab 340B, immatriculé B-12255 (numéro de série 337), qui avait effectué son premier vol pour la compagnie régionale taïwanaise Formosa Airlines (en) le 30 avril 1993. Cet avion court-courrier était équipé de deux turbopropulseurs General Electric CT7-9B et avait accumulé 8 076 heures de vol au moment de l'accident.

### Équipage
Le commandant de bord était Fei Kuo-pang (43 ans), instructeur de vol et ancien vétéran de l'armée de l'air qui avait rejoint Formosa Airlines en 1989 et qui avait effectué environ 11 000 heures de vol, dont 6 455 heures sur Saab 340. Le commandant Fei était en service depuis plus de 11 heures et avait effectué un total de neuf vols ce jour-là ; le vol 7623 était censé être son dernier vol de la journée.
Le copilote était Hung Chi-ping (28 ans), qui avait été embauché par Formosa Airlines en octobre de l'année précédente et était toujours en formation au moment de l'accident. Avec seulement 305 heures de vol à son actif, il n'en avait effectuées que 44 heures sur Saab 340.
Assis sur le siège d'observateur se trouvait le copilote Cheu Der-kun (40 ans), lui aussi ancien pilote de l'armée de l'air. Il devait être sur ce vol pour se familiariser avec l'avion, car il avait été promu pour être formé comme commandant de bord sur le Saab 340. Il totalisait un total de 5 588 heures de vol, dont 613 heures sur Saab 340. 
Wu Kai-ying, mécanicien de 53 ans, était également présent à bord, il travaillait sur le Saab 340 depuis son embauche par Formosa Airlines il y a 8 ans.

## Déroulement du vol
Bien qu'il s'agisse d'un vol régulier de passagers entre Hsinchu et Kaohsiung, le vol 7623 ne disposait pas des autorisations nécessaires délivrées par les autorités taïwanaises, ce qui en faisait un vol charter. Par conséquent, l'indicatif d'appel du vol correspondait à l'immatriculation de l'avion (Bravo 12255) et non au numéro de vol.
Lors des vérifications avant le vol, les pilotes ont constaté une panne du générateur électrique droit, qui a entraîné le dysfonctionnement de plus de 10 systèmes importants de l'avion, y compris la partie droite du système d'instruments de vol électroniques (EFIS) dans le cockpit, ce que le copilote Hung a souligné. Le commandant Fei s'est exclamé qu'il avait rencontré la même panne dans le même avion la veille. Même après avoir fait appel au mécanicien de l'avion, Wu Kai-ying, ils n'ont pas pu résoudre le problème.
Pour déterminer si l'avion était en mesure de voler, l'équipage a utilisé la liste de vérification pour détecter les conditions dangereuses, mais il n'a pas effectué toute la liste de contrôle et n'était donc pas au courant du nombre de systèmes inopérants à bord. Le commandant Fei a décidé de poursuivre le vol pour amener l'avion à un aéroport où il pourrait être réparé, mais ses déclarations sur l'enregistreur phonique (CVR) après l'autorisation de roulage ont révélé qu'il était mal à l'aise avec cette décision. 
Après le démarrage du moteur, la vanne de purge de démarrage du système anti-givrage droit était en position ouverte par défaut, en raison de la défaillance du générateur droit. En conséquence, la température interne de la turbine (ITT) du moteur n°2 était de 15 °C supérieure à la normale. Autrement dit, il y avait une différence de plus de 30 °C entre les deux moteurs.

### Décollage
À 19 h 29 heure locale, le vol 7623 décolle de la piste 05 de l'aéroport d'Hsinchu. Deux secondes plus tard, avant même que le commandant de bord puisse vérifier qu'il a atteint un taux de monter positif, il demande « Train rentré », ce qui pourrait être un indicateur de stress. Parmi les systèmes inopérants se trouvaient le pilote automatique et l'amortisseur de lacet, ce qui signifiait que le commandant de bord, alors pilote en fonction (PF), devait piloter l'avion manuellement et effectuer des actions sur le gouverne de direction pendant tout le vol, sauf que cette dernière n'était pas effectuée.
La différence d'ITT n'a eu que peu d'effet sur les performances de l'avion. Cependant, 30 secondes après le décollage, probablement pour tenter d'égaliser la différence de température entre les deux moteurs, l'équipage a réduit la puissance du moteur droit. Le résultat a été une répartition du couple de plus de 13 %, ce qui a entraîné une tendance au lacet et au roulis vers la droite en raison du couple plus faible du moteur n°2. Cela a nécessité des actions inhabituellement importantes sur les ailerons et la gouverne de direction pour maintenir l'avion en palier.
Pour couronner le tout, l'avion volait dans des conditions météorologiques de vol aux instruments (IMC) et ni le commandant Fei, ni le copilote Hung n'étaient conscients de l'attitude de leur avion, alors qu'il continuait à rouler vers la droite. Le contrôle de la circulation aérienne (ATC) a autorisé le vol 7623 à virer à gauche sur un cap de 260° et à maintenir une altitude de 3 000 pieds (914 m), et le copilote a accusé réception de la demande. À peu près au même moment, pour des raisons indéterminées, le commandant de bord a brièvement mis l'avion en palier à 2 000 pieds (609 m). Les enquêteurs ont indiqué plus tard que cela pouvait être dû à la fatigue ou à une désorientation spatiale.
L'ATC a ensuite appelé et a dit : « Bravo 12255, tournez à gauche en direction du 230 », et le copilote a répondu. À ce moment-là, l'avion était incliné de 21° à droite sur un cap de 312°. La panne de l'EFIS du copilote signifiait qu'il n'était pas conscient du comportement réel de l'avion et, bien que les instruments de secours étaient opérationnels, il ne les a pas utilisés et n'a fait aucun commentaire sur l'attitude inhabituelle de l'avion tout au long du vol.

### Accident
Dix secondes après que le copilote Hung a répondu à l'ATC, le commandant Fei s'est exclamé qu'il avait un problème avec le cap et a demandé de l'aide avec le compas magnétique. Le pilote observateur Cheu a répondu "Euh", mais ni lui ni le copilote n'ont donné de réponse significative, probablement parce qu'ils étaient soit dans un état de confusion, soit incapables d'agir. Le Saab 340 a lentement basculé vers la droite à raison d'un degré par seconde ; 13 secondes plus tard, le commandant a dit "Demandez le vecteur radar", l'avion était à 2° en piqué et dans un roulis de 36° vers la droite. À ce moment-là, il a brièvement actionné l'aileron vers la droite, ce qui a aggravé le roulis. L'avion était alors en piqué à 8°, avec un angle d'inclinaison de 47°.
L'ATC remarqua la déviation de l'avion vers la droite et demanda : « Bravo 12255, cap maintenant ? » mais personne ne répondit. La situation dans le cockpit était alors chaotique, le nez de l'avion plongea encore plus et le roulis a atteint 71° vers la droite, le copilote Hung répondit au commandant en demandant : « Monsieur, devons-nous regarder celui-ci ? ». L'observateur prit alors la parole et cria : « Attitude ! ». Deux secondes plus tard, l'ATC demanda à nouveau au vol 7623 de confirmer son cap, moment auquel l'alarme de survitesse se déclencha à une vitesse de 245 nœuds (453 km/h).
Le pilote observateur Cheu hurla à nouveau : « Monsieur, attitude ! » et le commandant Fei répondit : « OK ». À ce moment-là, l'avion disparut du radar de l'ATC. Les moteurs accélérèrent alors que le Saab 340 s'approchait rapidement des eaux du détroit de Taiwan. À 19 h 32, avec un angle d'inclinaison à droite de 161° et une assiette à piquer de 65°, le vol 7623 s'écrasa en vol sur le dos, la violence du choc avec l'eau pulvérisant instantanément l'avion. Aucune des 13 personnes à bord ne survécut au crash.

## Causes
La panne du circuit électrique principal droit signifiait que l'avion ne pouvait pas décoller selon la Minimum equipment list (MEL) (en). Cependant, les pilotes n'en ont pas tenu compte. Le vol se déroulant de nuit dans des conditions météorologiques de vol aux instruments (IMC), la fatigue du commandant de bord et la panne des systèmes de navigation ont probablement contribué à la perte de conscience de la situation et à la désorientation spatiale, ce qui a provoqué l'inclinaison progressive de l'avion vers la droite, avant un départ en vrille et l'écrasement dans l'océan. L'équipage a également omis de suivre les procédures d'exploitation standard de la compagnie aérienne.